# Марчас
Марчас — река в Мордовии (Россия), левый приток реки Вад (бассейн Оки).
Длина реки составляет 16 км, площадь водосборного бассейна — 73,2 км².
Река протекает по Зубово-Полянскому району Мордовии по лесной и болотистой местности. Исток находится в лесу к северо-востоку от селения Известь, находящегося у границы района с Рязанской областью. На первой половине своего протяжения река течёт на восток, в начале забирая на северо-восток затем спускаясь на юго-восток. Во второй половине течёт преимущественно на северо-восток, затем впадает в реку Вад, разветвляясь перед устьем на два потока. Верхний (северный) поток устья Марчаса проходит близко от другого левого притока Вада — лесной реки Лястьма, место впадения которой находится вниз по течению (и севернее) от места впадения Марчаса.
Устье реки находится в 114 км от устья реки Вад по левому берегу.
На реке отсутствуют какие-либо поселения, за исключением посёлка Известь недалеко от истока, и нескольких лесных кордонов на протяжении реки. Имеет несколько лесных ручьёв-притоков.

## Данные водного реестра
По данным государственного водного реестра России относится к Окскому бассейновому округу, водохозяйственный участок реки — Мокша от водомерного поста города Темников и до устья, без реки Цна, речной подбассейн реки — Мокша. Речной бассейн реки — Ока.
Код объекта в государственном водном реестре — 09010200412110000028340.